# Pharmacognosie
La pharmacognosie (du grec pharmakon drogue, venin, poison et gnosis connaissance) ou matière médicale, est la science appliquée traitant des matières premières et des substances à potentialité médicamenteuse d’origine biologique ou minérale. Ces substances d’origine biologique sont issues de végétaux, d'animaux, de champignons ou de microbes (ex : issu de fermentation à partir de micro-organismes). 
Le médicament est la partie de l'organe, l’organe entier ou encore la totalité d’une plante, d’un champignon (drogue végétale) ou d’un animal (drogue animale).

## Histoire

### De l'Antiquité à la Renaissance
Le traité de matière médicale du grec Dioscoride du Ier siècle décrit l'utilisation médicale de plus de 800 substances, dont une grosse majorité sont des végétaux, le reste étant  des animaux et des minéraux. L'ouvrage traduit en latin a été transmis depuis le Ier siècle : un des exemplaires les plus fameux, datant du VIe siècle, en est le Dioscoride de Vienne.
Un renouveau de la matière médicale s'effectue à partir de la Renaissance Italienne, en liaison avec l'humanisme (retour aux sources antiques), la découverte de l'Amérique et de ses nouveaux produits, l'apparition de médicaments chimiques (chimie de Paracelse). Des cités-États, comme la république de Venise, cherchent à contrôler la production de médicaments. Au début du XVIe siècle, Venise est l'une des rares puissances à pouvoir se procurer directement tous les produits de toutes les parties du monde.
Ainsi, les premières chaires de matière médicale Materia Medica sont fondées à l'Université de Padoue en 1533, puis à celle de Bologne en 1534, et à celle de Pise en 1544.

### Des plantes médicinales aux médicaments chimiques
À partir du XVIe siècle, les efforts des scientifiques pour comprendre la physiologie humaine, les processus de la maladie et le modes d'action des remèdes allaient peu à peu faire disparaître l'usage traditionnel des plantes médicinales. Bien que l'apport de Dioscoride fut important à la construction des savoirs pharmacologiques, il fallut pour des raisons épistémologiques rejeter les auteurs de l'Antiquité pour établir de nouvelles approches plus rigoureuses et plus objectives.

#### XVIesiècle: Paracelse recommande les remèdes chimiques
Le renouvellement de la médecine et de la pharmacologie dut d'abord passer par les provocations de Paracelse (1493-1541), un truculent médecin adepte de l'alchimie, qui proclame que les médecins « se sont attachés, avec un pédantisme extrême, aux sentences d’Hippocrate, de Galien et d’Avicenne (…). L’expérience [savante] est notre maître d’école suprême - et de mon propre travail. Ce sont donc l’expérience et la raison, et non les autorités [Hippocrate, Galien, Avicenne] qui me guideront lorsque je prouverai quelque chose. » (Liber paragraphorum38).
Bien que la théorie alchimique de la vie de Paracelse soit complètement fausse39, Paracelse est pourtant à l'origine du renouvellement de la médecine, en promouvant l'esprit critique et l'expérience plutôt que le respect aveugle des anciens. Il fallait rejeter Aristote et Galien, pour que la médecine moderne advienne, tout comme Galilée dut réfuter Aristote pour fonder la mécanique moderne en basant son argumentation sur des expériences de billes roulant sur un plan incliné plutôt que sur l'autorité des maîtres de l'Antiquité.
La clef de la nouvelle philosophie naturelle des paracelsiens était la chimie40 - à cette époque chimie et alchimie sont synonymes41 et se pratiquent au grand jour. Chaque organe du corps possède sa propre force directrice agissant comme un alchimiste, séparant le pur de l'impur. Par la digestion, l'alchimiste interne retient les parties utiles des aliments et rejette les parties inutiles. L'origine des maladies peut s'expliquer par un dysfonctionnement de l'arché d'un organe (son principe directeur). Les maladies sont donc aussi d'origine chimique et peuvent être traitées avec des produits chimiques. Les paracelsiens remettent en cause l'usage traditionnel des simples (la materia medica) auxquels ils préfèrent les composés minéraux.
Paracelse unifia l'alchimie métallurgique et les traitements médicaux utilisant des médicaments chimiques. La biochimie moderne repose sur une idée semblable, à savoir que les principes chimiques qui gouvernent le fonctionnement du corps sont identiques à ceux qui opèrent dans le reste de la nature. Paracelse affirmait aussi que le médecin devait comprendre la chimie du corps pour pouvoir ensuite utiliser ce savoir pour trouver les remèdes chimiques capables de résoudre le problème de santé.
La médecine paracelsienne opère la rupture épistémologique avec la théorie traditionnelle galénique des maladies qui domina la littérature médicale durant tout le Moyen Âge. Rappelons que suivant le paradigme galénique, la santé est due au maintien de la juste proportion des quatre humeurs : du sang, du phlegme, de la bile jaune et de la bile noire. En conséquence de quoi, la maladie résulte des l'excès ou du déplacement de l'une ou l'autre de ces humeurs40.
Les controverses entre galénistes, chimistes et partisans d'un compromis se perpétueront tout au long des XVIe et XVIIe siècles.

#### XVIIesiècle: La querelle de l'antimoine
La vision profondément renouvelée de la médecine apportée par Paracelse suscita une avalanche de publications sur la valeur des préparations chimiques40. On illustrera cette phase de lutte des Anciens et des Modernes par l'exemple de la querelle ardente et picaresque qui opposa les partisans et adversaires de l'antimoine. La traduction française des commentaires de l’œuvre de Dioscoride par Mattioli indique que l'antimoine est utile dans le traitement de certaines maladies. Si quelques auteurs anciens le mentionnent bien, Paracelse fut néanmoins le premier à prescrire son usage interne comme purgatif. L'activité du « vin émétique » à base d'antimoine était double puisqu'il « excitait les vomissements et purgeait par le bas». Son action pouvait être interprétée, sans difficulté, dans le cadre de la théorie des humeurs42 (comme remède purgeant par les deux voies) mais il était avant tout considéré comme un médicament chimique (ou iatrochimique) et suspect à ce titre aux yeux des galénistes. La lutte fit rage pendant un siècle, avec souvent beaucoup de mauvaise foi de part et d'autre car elle opposait la Faculté de Paris, adversaire des nouveaux traitements et les docteurs de Montpellier qui monopolisaient les places d'honneur à la Cour. Après de nombreux épisodes hauts en couleur, l'antimoine sortit finalement vainqueur grâce au roi qui avait été guéri en absorbant un vin antimonial.
Ces controverses, somme toute assez stériles, auraient pu se poursuivre fort longtemps si les progrès de la science n'avaient permis au fil du temps, de poser des questions de plus en plus pertinentes qui pouvaient être évaluées de mieux en mieux par l'expérimentation.
Le décret royal instituant le Jardin des plantes ordonna la nomination d'un professeur de chimie capable d'enseigner la préparation de médicaments chimiques40. Le Jardin ouvrit en 1640 mais ce fut huit ans plus tard que le médecin formé à Montpellier, William Davisson, y assuma la charge de professeur de chimie. En 1675, Nicolas Lémery, un apothicaire du grand prévôt, publia son Cours de chimie qui devait se révéler l'un des plus grands succès de librairie de la littérature scientifique du XVIIe siècle. « Il se vendit comme un ouvrage de galanterie ou de satire » dit Fontenelle43 dans son Éloge. L'ouvrage connut douze éditions en français, du vivant de l'auteur, puis six éditions posthumes jusqu'en 1757. Il servit de référence pour l'enseignement de la chimie dans tous les pays d'Europe pendant trois quarts de siècle42.

#### XVIIe-XVIIIe-XIXesiècle: De l'écorce de quinquina à la quinine
Aux XVIIe et XVIIIe siècles, les deux fléaux majeurs qui ravagent l'Europe sont les fièvres palustres (le paludisme) et la variole44. Face à ces calamités, la médecine reste impuissante. L'Italie est la plus touchée par le paludisme ; il y aurait eu 40 000 morts dans la seule région de Naples en 1602. Rome est atteinte en 1623. Chaque été des centaines de personnes meurent de mal'aria, le « mauvais air ». Plusieurs papes en sont victimes.
Ce furent les jésuites qui grâce à leur implantation mondiale trouvèrent dans le Nouveau Monde la plante guérisseuse45. Un des membres de la Compagnie de Jésus de Lima, Bernabé Cobo, rapporte en 1639 « Dans le district de la ville de Loja [aujourd'hui situé en Équateur], du diocèse de Quito, pousse une certaine espèce de grands arbres qui ont une écorce semblable à la cannelle, un peu rugueuse et très amère ; laquelle réduite en poudre, est administrée à ceux qui ont la fièvre, et avec ce remède seul le mal disparait ». Il s'agissait du quinquina. On sait qu'à partir des années 1631, lorsque les pères jésuites se rendaient à Rome, ils emportaient de « l'écorce du Pérou » avec eux. Les médecins du Vatican eurent alors la possibilité de vérifier que l'« écorce des Jésuites » ou « herbe des jésuites  » était efficace contre les fièvres intermittentes qui décimaient chaque été les Romains, papes et cardinaux y compris.
Les mérites de l'écorce du Pérou ne s'imposèrent pas immédiatement en Europe, encore fallait-il trouver le bon emploi, l'emporter sur les tenants de l'orthodoxie galénique de la faculté et surtout vaincre les résistances des protestants face à une drogue papiste. Un ancien apprenti apothicaire anglais, Robert Talbor (1642-1681), sut trouver la ruse pour faire accepter la poudre des jésuites à ses concitoyens très remontés contre le Pape45. Par tâtonnements, il réussit à doser l'écorce du Pérou pour soigner la fièvre sans provoquer d'effets secondaires calamiteux. Puis il l'assembla avec d'autres ingrédients et proposa un mystérieux remède dont la composition était tenue secrète. Il prit soin de dénigrer la poudre des papistes et réussit à guérir le roi Charles II. Devenu très célèbre, il fut même anobli. Talbor fut par la suite invité en France pour soigner le Grand Dauphin, souffrant de fièvres et réussit grâce à sa poudre angloise à guérir le fils de Louis XIV. À sa mort, on apprit que l'ingrédient principal de sa potion miraculeuse n'était autre que l'écorce de quinquina.
La faculté de médecine de Paris, avec à sa tête le pugnace Guy Patin, mena le combat contre la poudre, au nom de l'orthodoxie hippocratico-galénique. Suivant le principe de Galien, contraria contrariis curantur, un remède est efficace dans la mesure où il contrarie l'humeur responsable de la maladie. Aussi, l'écorce du Pérou, tenue pour une drogue chaude et sèche ne pouvait lutter contre les fièvres causées par un excès de bile, humeur chaude et sèche. Cet argument simple et logique fit se dresser la faculté contre ce qui allait pourtant être la « plus grande découverte thérapeutique du siècle » (Lafont46, 2011).
Les histoires hautes en couleur de la guerre de l'antimoine et de la poudre des Jésuites, montrent à quel point l'évaluation de l'efficacité d'un remède était en ces XVIIe et XVIIIe siècles encore très loin d'une procédure scientifique objective.
Pourtant au début du XIXe siècle s'esquisse un moyen de sortir de l'impasse. En 1820, les pharmaciens-chimistes français Joseph Pelletier et Joseph Caventou purent extraire les principes actifs de l'écorce de quinquina (quinquina rouge47, ou jaune48). Ils découvrirent que la base fébrifuge était constituée de deux alcaloïdes qu'ils appelèrent quinine et cinchonine. Les études qui suivirent permirent de trouver à quelles doses les principes actifs étaient efficaces.
La production de quinine marque ainsi le début du remplacement des plantes médicinales au contenu variable, incertain et parfois frelaté, par des médicaments faciles à prendre et ne contenant que la molécule active, à une dose précise.

#### XXesiècle: De la matière médicale au principe actif
À la fin du XVIIIe siècle, un événement considérable fut la mise en place d'une nomenclature chimique, qui éliminait le recours pour les remèdes aux définitions en rapport avec la religion, les croyances ou l’aspect des produits42. Publié en 1787, l'ouvrage Méthode de nomenclature chimique49, était proposé par MM. de Morveau, Lavoisier, Berthollet et de Fourcroy. Ce travail donnait pour la première fois la prépondérance des chimistes dans la préparation des remèdes sur les médecins et apothicaires qui en avaient été les tenants jusqu'au XVIIIe siècle42.
La rupture des plantes médicinales avec les médicaments chimiques était consommée.
Le développement de la chimie permet de passer de la matière médicale au principe actif, du quinquina à la quinine, de la digitale à la digitaline, de l'opium à la morphine ou de l'écorce de saule à l'acide salicylique50. L'extraction du principe actif ouvre la voie à la notion de dosage thérapeutique, aujourd'hui essentiel en pharmacologie. Tant qu'on ne disposait pas de principe actif isolé et purifié, il était impossible de savoir combien de produit actif on administrait au malade, avec les risques importants liés au surdosage.
L'héritière de l'étude de la matière médicale est la pharmacognosie et plus généralement la pharmacologie moderne, sciences qui se sont construites peu à peu en établissant les grands principes suivants51 :
- le principe actif : le Suisse J. Jacob Wepfer (1620-1695) suivi par Félix Fontana (1720-1805) effectuèrent des milliers d'expériences pour évaluer la toxicité des drogues et des poisons sur les animaux. Fontana suggère que dans une plante médicinale se trouve un principe actif qui agit sur une partie de l'organisme où il produit des effets caractéristiques52. Ce travail pionnier fut poursuivi par ceux de François Magendie (1783-1855) et de Claude Bernard (1813-1878) qui établirent que le site d'action d'un médicament peut être localisé sur une structure spécifique du corps.
- la relation entre la dose et l'effet : Peter John Andrew Daries dans des études bien contrôlées publiées en 1776, anticipa très longtemps à l'avance le principe fondamental de la pharmacologie suivant lequel il existe une relation entre la quantité de drogue administrée et l'amplitude de la réaction provoquée.
- la relation structure - activité des médicaments : James Blake (1815-1841) modifia systématiquement une série de sels inorganiques et observa que leurs effets pharmacologiques différaient. Un changement de structure chimique d'un médicament peut transformer son action.

La production de médicaments sort progressivement de l'officine du pharmacien et devient une affaire organisée, méthodique, au sein d'entreprises à caractère industriel et commercial.

### Les grandes traditions pharmacologiques
Plusieurs des grandes traditions médicales apparues dans l'Antiquité ont produit concurremment, aux alentours du premier siècle, des ouvrages fondateurs de leurs pharmacognosies respectives. Si on met en perspective les traditions médicales européennes et asiatiques, on s'aperçoit qu'elles partagent de nombreux traits communs, propres aux médecines savantes préscientifiques, mais qu'elles connurent un sort opposé au moment de l'avènement de la science moderne.

#### En Europe
En Europe, De Materia Medica de Dioscoride n'est pas le premier ouvrage à avoir été écrit sur les simples et il ne sera pas le dernier mais c'est le seul ouvrage de matière médicale, à avoir été cité et commenté jusqu'à l'époque de la Renaissance, sur un large territoire couvrant l'Europe et le pourtour méditerranéen.
À partir du XVIe siècle, une querelle acharnée opposa Anciens et Modernes, entre d'une part les tenants de l'approche médicale vieille de deux millénaires, basée sur les enseignements d'Aristote, d'Hippocrate et de Galien (et corrélativement de Dioscoride), et d'autre part, les Modernes partisans d'une approche chimique, basée sur l'idée que les principes chimiques qui gouvernent le fonctionnement du corps sont identiques à ceux qui opèrent dans le reste de la nature. La victoire sans partage des seconds fit que les concepts de l'ancienne médecine européenne furent rejetés comme autant d'obstacles épistémologiques incompatible avec l'émergence d'une nouvelle science.

#### En Chine

##### Une longue histoire de la matière médicale chinoise
En Chine, le plus ancien ouvrage traitant des drogues végétales, animales et minérales, est le Shennong bencao jing 神农本草经, le Classique de la matière médicale du Laboureur Céleste, une compilation écrite aux alentours du début de notre ère53. Ses rédacteurs appartenaient très certainement au milieu des alchimistes et des guérisseurs que l'on a l'habitude de rapprocher des pratiques et représentations taoïsantes (F. Obringer54, 1997; p. 146). Le corps doctrinaire de cette matière médicale des apothicaires sera pendant plus d'un millénaire bien distinct de celui des médecins, codifié par le Huangdi Neijing, le Classique interne de l'empereur Jaune, qui donne une représentation naturaliste du fonctionnement de l'organisme (Unschuld55, 2010). Ce n'est qu'aux XIIe et XIIIe siècles (sous les Song) que la matière médicale fut intégrée avec succès à l'art de soigner médical. À partir du XIVe siècle, la médecine semble perdre son orientation générale et se divise en multiples écoles et modes56. En 1754, le médecin Xu Dachun (1693-1771) annonça que l'acupuncture était une tradition perdue. Ce que confirma le gouvernement en 1822, qui déclara cet art à éviter étant donné qu'il n'était plus pratiqué avec assez de compétence.

##### Le choc avec la médecine occidentale
Pendant deux millénaires, jusqu'à l'irruption des sciences et techniques européennes aux XIXe et XXe siècles, l'analyse médicale repose sur des systèmes de correspondance entre l'individu et l'univers. Contrairement à la médecine en Europe, qui a évolué en effectuant des révolutions conceptuelles profondes, « les changements qui se sont produits [dans la tradition médicale chinoise] l'ont toujours été à l'intérieur du même dispositif...C'est la rencontre avec l'Ouest qui, pour la première fois déclenche une vraie remise en cause » (Unschuld57, 2001, p.  92).
En 1915, Chen Duxiu le futur cofondateur du Parti communiste chinois, fonde la revue Nouvelle Jeunesse (Xin Qingnian) dans laquelle il appelle la jeunesse chinoise à rejeter la tradition confucéenne. Cet occidentaliste convaincu reproche aux médecins chinois l'état déplorable de leur connaissance. Les intellectuels progressistes du Mouvement du 4 Mai 1919, à quelques exceptions près, qualifient l'ancienne médecine de réactionnaire, superstitieuse et irrationnelle. Un médecin formé au Japon, Yu Yan 余岩, de l'administration médicale républicaine proposa en 1929 d'abolir la médecine chinoise. Une controverse enflammée s'ensuivit58,59.

##### Tentatives d'intégration
Finalement, c'est Mao Zedong qui sauvera la médecine chinoise. Il l'a fait pour des raisons culturelles, économiques et politiques. Mao considéra très pragmatiquement, qu'il serait vain de chercher à mettre fin rapidement à une médecine très enracinée dans le peuple56. En second lieu, les médicaments chimiques modernes sont chers et donc inaccessibles à l'immense majorité du peuple. D'ailleurs, le très petit nombre de médecins formés à la médecine occidentale n'exercent que dans les grandes métropoles. Enfin, exalter la longue tradition médicale chinoise est bon pour l'amour propre national alors que la médecine moderne est liée à l'impérialisme occidental tellement honni.
Dès les années 1950, une commission fut chargée de déterminer quels étaient les « trésors » de la pratique médicale traditionnelle, c'est-à-dire quelles recettes et pratiques pouvaient être rationnellement conservées. La commission intégra des pratiques influencées par la science médicale moderne avec des aspects choisis de la médecine traditionnelle. Cette création56 fut appelée « médecine traditionnelle chinoise » (MTC). Elle permettait de se débarrasser de tout le fatras de conceptions magiques, religieuses, cosmologiques et thérapeutiques, convoyé par la véritable médecine traditionnelle. Mao ne prône pas le retour à la tradition, mais un « détour » par l'ancien pour le joindre au « moderne » (Hsu58, 2007).
La MTC fut conçue comme une pratique médicale rationalisée et d'inspiration traditionnelle56. On chercha à greffer sur le meilleur de la tradition médicale chinoise des éléments de médecine moderne. L'institutionnalisation de son enseignement se fit par l'ouverture d'académies de 1956 à 1964, et la publication de son manuel de référence Zhongyixue gailun en 1958. La standardisation de la MTC58 consista dans un premier temps à enseigner aux médecins chinois les bases de l'hygiène et de la médecine occidentale (1950-1953), puis d'obliger les praticiens de la médecine occidentale à apprendre la médecine chinoise (1954-1958).
Actuellement, selon Hor Ting60 (2006), la pratique médicale relève à 70 % de la médecine occidentale, à 25 % de la MTC et 5 % pour les autres (principalement la médecine traditionnelle Tibétaine). La politique d'unification des deux approches se poursuit. Au niveau de la formation, même dans les universités de médecine traditionnelle (zhongyi xueyuan), plus de la moitié des cours sont des cours de médecine moderne (anatomie, physiologie, biochimie, immunologie, diagnostic par imagerie médicale, etc.).
En Chine, l'enseignement de la médecine chinoise passe par une étude approfondie des textes fondateurs de cette discipline. Selon le professeur Éric Marié61 « la médecine chinoise est principalement définie par ses textes fondateurs, auxquels tous les praticiens et chercheurs se réfèrent encore aujourd'hui, et par un très grand nombre d'ouvrages classiques rédigés au cours de deux millénaires qui confèrent à cette discipline une structure théorique très élaborée de « médecine savante ». La « tradition inventée », suivant le terme de Hsu, de la MTC est une tentative de rationaliser l'ancienne médecine chinoise, en lui greffant des éléments de médecine moderne, et en légitimant son appellation de médecine "chinoise" en posant comme principe qu'elle s'inscrit dans la continuité avec le passé. Car conformément à la tradition confucéenne, les penseurs chinois cherchent toujours à s'inscrire dans des lignées les plus longues possibles, fussent-elles mythiques (comme celle de l'empereur Shennong).
Toutefois, le débat sur le caractère scientifique de la MTC a rebondi ces dernières années, avec l'appel en 2006 du professeur de l'université de Zhongnan en Chine, Zhang Gongyao 张功耀, à signer en ligne une pétition demandant l'arrêt progressif du financement public de la MTC62. Les signataires considèrent en effet que cette discipline est sans fondement scientifique. L'appel a été relayé par le physicien diplômé de l'université du Michigan, Fang Zhouzi 方舟子, qui a publié en 2007 un ouvrage analysant la MTC comme une pseudo-science63. D'éminents philosophes, comme Fang Keli, ont répondu aux critiques en considérant la MTC comme un patrimoine culturel de la Chine à préserver. Et c'est finalement le gouvernement qui a clos le débat en fermant le site de la pétition et en réaffirmant son soutien à la MTC.

#### L'Inde
En Inde, le plus ancien traité de médecine relevant du canon védique est le Caraka samhita चरक संहिता attribué à Caraka, médecin à la cour de l'empereur Kanishka, au IIe siècle. C'est le texte fondateur de l'Ayurveda64 आयुर्वेद qui serait un remaniement de textes beaucoup plus anciens. Reposant sur des idées de la philosophie Samkhya, le corps humain est composé des mêmes éléments que l'univers : la terre, l'eau, le feu, l'air et l'espace, les cinq éléments grossiers (bhuta). Le Caraka samhita en s'appuyant sur les relations fondamentales unissant les êtres vivants et l'univers, cherche des causes naturelles plutôt que surnaturelles aux maladies et présente des éléments de pathologie, d'anatomie et de thérapeutique. Dans la septième section (Kalpa), il donne la préparation et l'usage des drogues d'origine végétale, animale, minérale et métallique.
Durant leur longue domination coloniale (du XVIIIe siècle à 1947), les Britanniques vont développer l'action sanitaire et la diffusion de la médecine moderne en Inde, en luttant contre les épidémies (choléra, peste, variole) et en créant les premiers hôpitaux et les premiers établissements d'enseignement médical64. En 1822, est fondée à Calcutta, une Native Medical Institution offrant un enseignement en langue vernaculaire de l'Ayurveda et de l' Unani tibb de concert avec la médecine européenne. Des traités l'anatomie, médecine et chirurgie européenne sont traduits. Mais après 1835, les Britanniques cessent de financer l'ayurvéda et adoptent une nouvelle politique de formation des jeunes indiens à la médecine moderne, quelles que soient leur caste et leur religion. La renaissance de l'ayurveda, sera favorisée au XIXe siècle puis XXe siècle par un certain nombre d'initiatives privées qui aboutirent à la création d'institutions et d'associations, comme la All India Ayurveda en 1907. En 1924-1925, le gouvernement de Madras fonde la Government School of Indian Medicine.
En 1970, l' Indian Medical Central Council Act a visé à standardiser la qualification des pratiquants de l'ayurveda et a accrédité des établissements d'enseignement. Il y aurait en Inde en 2002, plus de 12 000 établissements d'enseignement et d'hôpitaux ayurvédiques et environ 80 % de la population qui utiliserait l'ayurveda et d'autres médecines traditionnelles65. La médecine moderne onéreuse, reste encore peu accessible.
Il n'a pas encore été possible de définir des normes d'évaluation et de normalisation des drogues ayurvédiques66. L'approche moderne d'isolement des principes actifs des plantes est en contradiction directe avec le concept traditionnel d'utilisation de drogues brutes combinées. La pratique médicale ayurvédique oscille entre ces deux extrêmes que sont l'ayurvéda pur et l'utilisation, sans formation, de médicaments modernes.

## Caractère multidisciplinaire
- La botanique, l'ethnobotanique et l'ethnopharmacologie considèrent l'historique des plantes médicinales et l'inventaire de leur utilisation en médecine traditionnelle.
- L'agronomie : sélection, culture, récolte, conservation et distribution des plantes médicinales.
- La phytochimie aborde la biogenèse des constituants actifs et de leur isolement, l'étude de leur structure chimique au moyen de techniques analytiques modernes (spectrométrie, chromatographie ...).
- La pharmacologie et la toxicologie des constituants actifs définissent une marge entre l'effet thérapeutique et la toxicité de ces substances.
- L'analyse pharmaceutique dispose de méthodes de standardisation.
- La biochimie et la  biotechnologie: mise au point des méthodes de production in vitro de métabolites secondaires au moyen de cultures de tissus et de cellules végétales. Usage des techniques du génie génétique pour la production de nouvelles molécules thérapeutiques.
- La zoopharmacognosie : identification et analyse des végétaux, des insectes ou de la terre utilisés par les animaux, particulièrement les primates lorsqu’ils s’auto-soignent, afin d'améliorer la connaissance scientifique en éthologie et en pharmacochimie et de mettre au point d'éventuels nouveaux médicaments pour la médecine humaine et/ou vétérinaire[3].

## Livres de références
Les livres de références en français sont : 
- Pharmacognosie: Obtention et propriétés des substances actives de Sabrina Boutefnouchet, Pierre Champy, Corine Girard, Olivier Grovel, Thierry Hennebelle, Erwan Poupon et Elisabeth Seguin pour la pédagogie ;
- Pharmacognosie: Phytochimie, plantes médicinales de Jean Bruneton, dont la cinquième édition de 1487 pages est rédigé avec la collaboration d'Erwan Poupon.